# Leopoldo Alas
Leopoldo García-Alas y Ureña (25 tháng 4 năm 1852 - 13 tháng sáu 1901), còn được gọi là Clarin, là một tiểu thuyết gia chủ nghĩa hiện thực Tây Ban Nha sinh ra ở Zamora. Ông qua đời ở Oviedo.
Alas trải qua tuổi thơ của mình sinh sống ở León và Guadalajara, cho đến khi ông chuyển đến Oviedo trong năm 1865. Tại đó ông học Bachillerato (trường trung học) và bắt đầu nghiên cứu pháp luật. Ông sinh sống ở Madrid 1871-1878, nơi ông bắt đầu sự nghiệp nhà báo (áp dụng bút danh "Clarin" vào năm 1875) và ông tốt nghiệp với luận án El Derecho y la Moralidad (Luật và Đạo đức) vào năm 1878. Ông dạy trong Zaragoza từ năm 1882 đến năm 1883. năm 1883, ông trở về Oviedo để làm giáo sư của luật La Mã
Trên tất cả, Clarin là tác giả của La Regenta, kiệt tác của ông và một trong những tiểu thuyết hay nhất thế kỷ 19. Đó là một tác phẩm dài, tương tự như Madame Bovary của Flaubert, một trong những ảnh hưởng của nó. Những ảnh hưởng khác bao gồm nghĩa tự nhiên và chủ nghĩa Kraus, một dòng triết học giúp nâng lên sự tái tạo văn hóa và đạo đức của Tây Ban Nha.